# Youcef Sekour
Youcef Sekour (Istres, 27 februari 1988) is een in Frankrijk geboren Marokkaanse voetballer die bij voorkeur als middenvelder speelt. Hij verruilde in juli 2014 Lombard-Pápa voor FUS de Rabat.
De middenvelder genoot zijn jeugdopleiding in het centre formation van Girondins de Bordeaux.  Na een seizoen 2006-2007 in het reserveteam van Bordeaux met elf doelpunten, werd hij gehuurd door FC Nantes. Op 16 juni 2008 tekende Sekour een contract voor twee jaar bij CS Sedan, op dat moment actief in de Ligue 2. Op 10 april 2009 werd zijn seizoen beëindigd, toen hij in een wedstrijd tegen SC Bastia met gescheurde kruisbanden aan de linkerknie van het veld gevoerd werd, waardoor hij meer dan een half jaar buiten strijd bleef. Als transfervrije speler tekende hij op 30 juni 2010 een tweejarig contract bij Lierse SK.